# Lijst van Noorse autosnelwegen en autowegen

Noorse snelweg (Motorvei)

Noorse autoweg (Motortrafikkvei)

Kaart van het Noorse autosnelweg- en autowegnetwerk

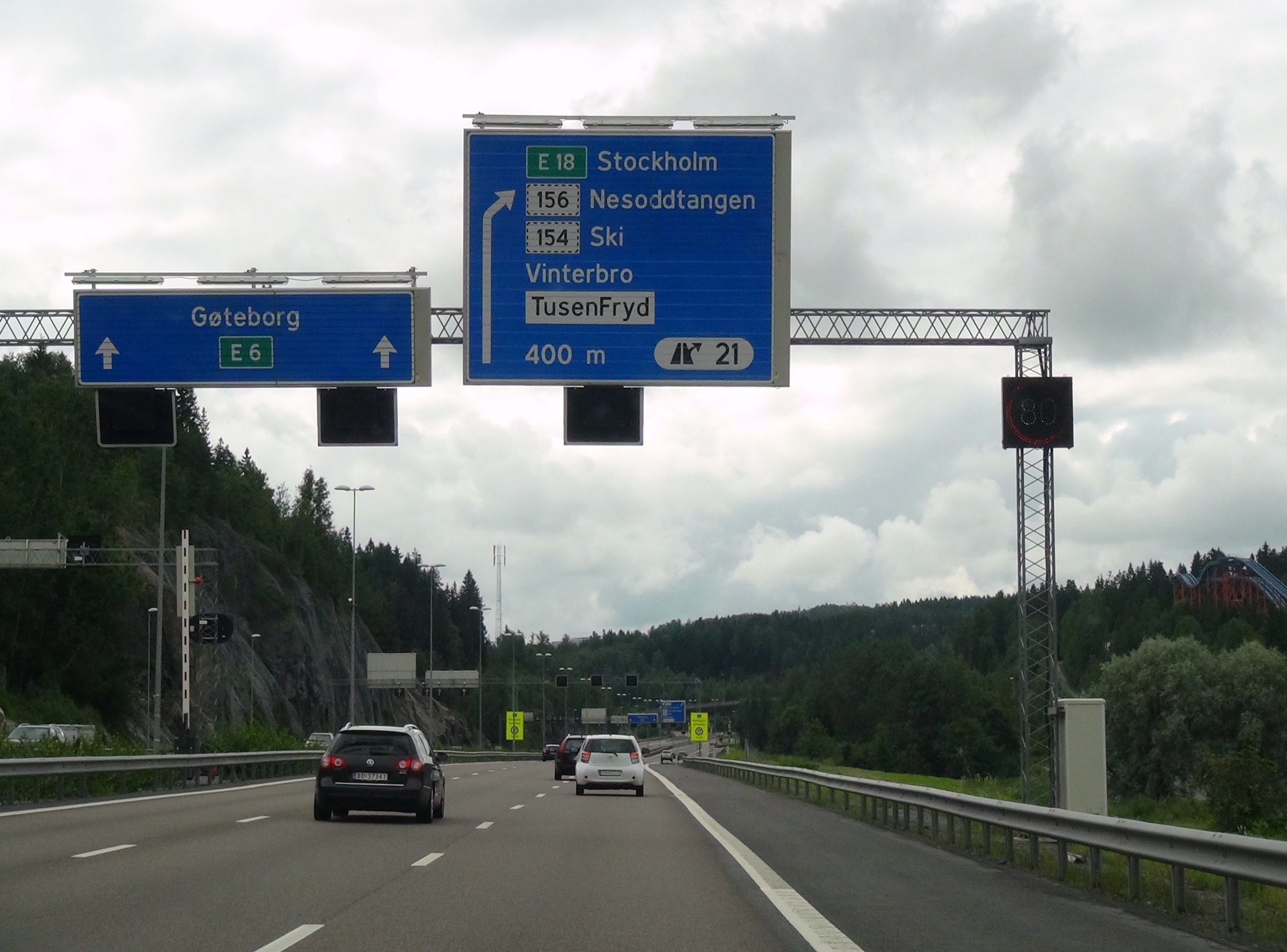
De E18 in Vinterbro

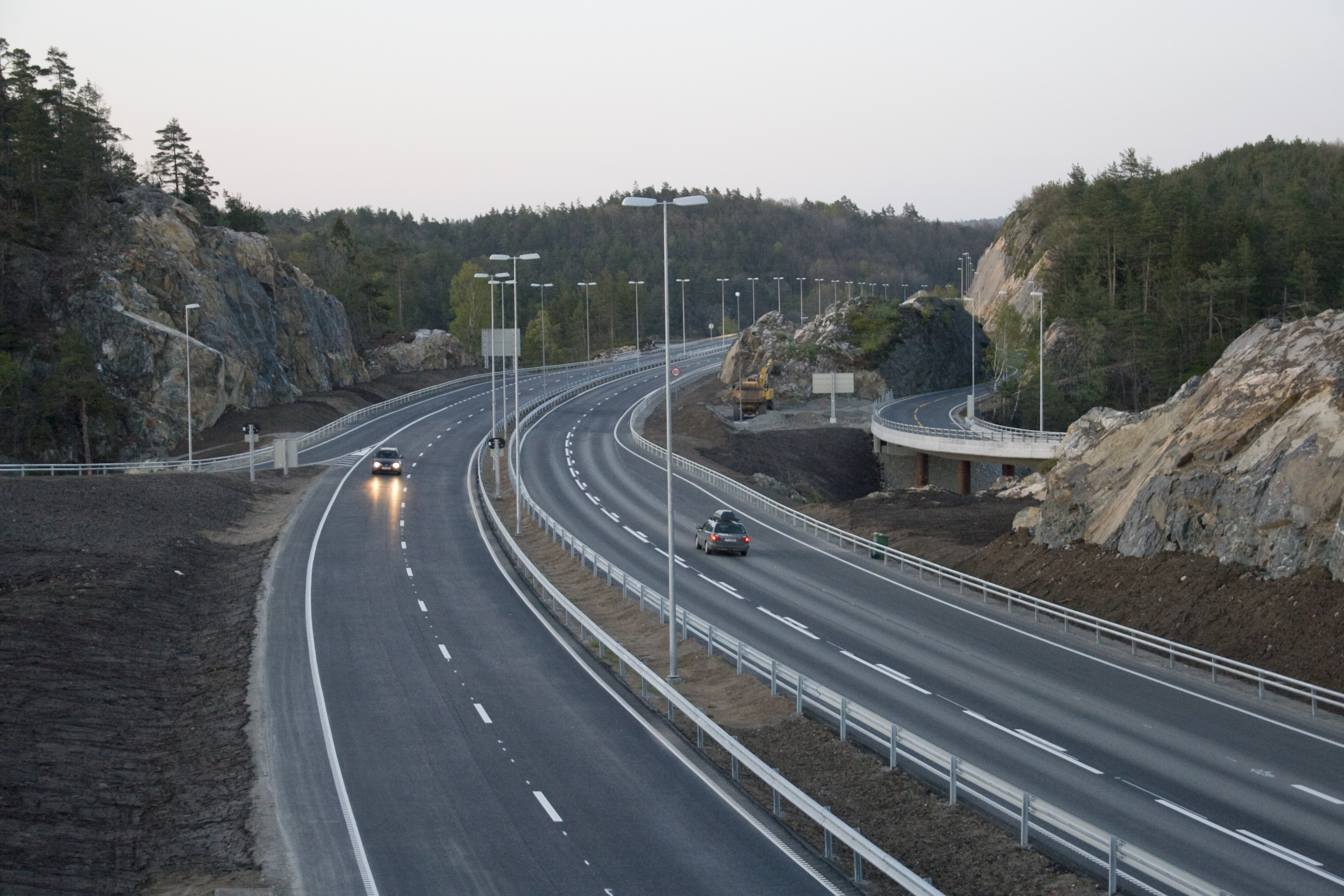
De E18 in Kristiansand

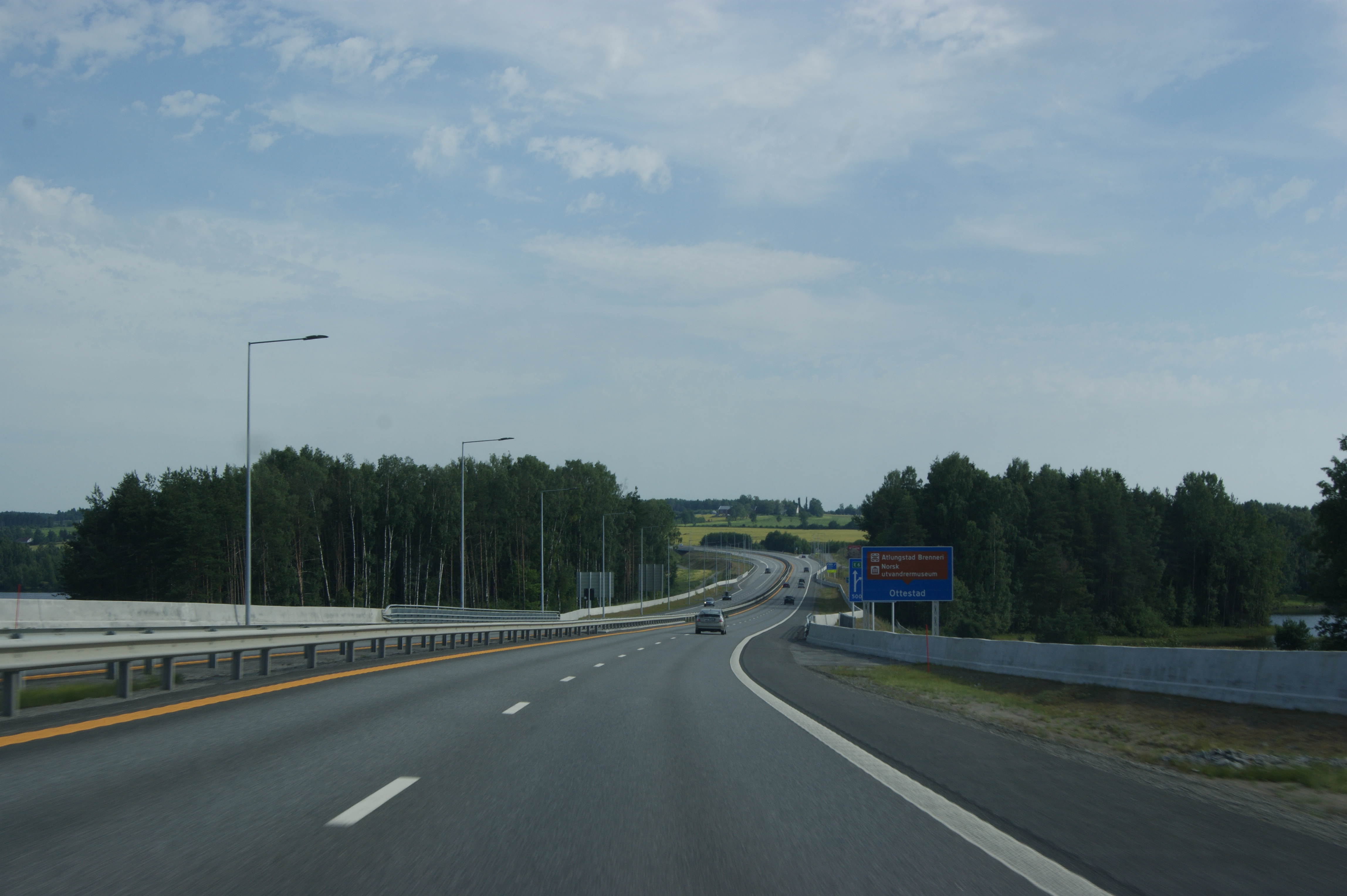
De E6 in Akersvika

Dit is een pagina over Noorse autosnelwegen en autowegen. Het artikel is onderverdeeld in algemene informatie en een lijst van de diverse stukken autosnelweg en autoweg in Noorwegen. Voor de lijst zelf, klik hier.

## Snelweg versus Autoweg
Onder een Noorse autosnelweg (motorvei) verstaat men dat de weg minstens 2x2 rijstroken heeft samen met een pechstrook in iedere rijrichting. Een Noorse snelweg mag (net zoals de meeste snelwegen in de rest van Europa) geen gelijkvloerse kruisingen hebben. Hoewel vele Noorse snelwegen geen verharde pechstrook hebben, is er altijd wel genoeg plaats voorzien naast de rijbaan om veilig aan de kant te staan (niet zelden op het gras). 
De Noorse autowegen (motortrafikkvei) daarentegen zijn meestal gewone wegen met minstens 1 rijstrook in iedere rijrichting, maar vaak hebben deze wegen ongelijkvloerse kruisingen, waardoor een vlotte doorstroom van het verkeer verzekerd wordt. Een typisch voorbeeld van zulke autowegen is het stuk E6 tussen Hamar en Lillehammer. 
Veel autowegen in Noorwegen kennen ook een systeem waarbij een tweede rijstrook afwisselt van rijrichting, zoals er onder meer in Luxemburg te vinden zijn. Voorbeelden van Noorse wegen die zo'n systeem van 3 rijstroken kennen, zijn o.a. enkele stukken op riksvei 4 en een stuk autoweg van de E136 nabij Ålesund.
Vandaag geeft de staat ook steeds meer de voorkeur aan een autoweg die 2x2 rijstroken heeft, gescheiden door vangrails (geen middenberm) maar zonder pechstroken. De meest waarschijnlijke reden waarom men voor dit type autoweg kiest, is waarschijnlijk plek- en kostenbesparing voor een stuk weg dat in feite voorzien is op de capaciteiten van een snelweg. Deze "semi-snelweg" treft men eveneens aan op de strekking van de N97 ter hoogte van Dinant. De E16 van Kløfta richting Kongsvinger is hier een voorbeeld van.
De lijst geeft dus ook een totaalbeeld weer van de Noorse snelwegen: in de lijst bekomt men 565 km aan snelweg (motorvei) en 432 km aan autoweg (motortrafikkvei).

## Technisch

### Algemeen
In Noorwegen is de maximumsnelheid op zowel autowegen als snelwegen gelimiteerd tot 90 km/u. Er zijn verscheidende redenen voor deze relatief lage snelheidslimiet: auto(snel)wegen in Noorwegen hebben een bochtig karakter, zijn onderhevig aan ruige natuur- en weersomstandigheden. De talrijke tunnels en bruggen dat het snelwegennet rijk is, zijn immers uitstekende plaatsen voor gladheid.
Ondanks de algemene regel, kan de maximumsnelheid lokaal opgetrokken zijn tot 100 km/u. Sinds juni 2014 kan men op vele stukken 110 km/u rijden, naar een wens in het regeerakkoord Solberg I.
De meeste Noorse auto(snel)wegen zijn verlicht en zelfs afgebakend voor wild.
De praatpalen langs de snelwegen staan in verbinding met NAF, de Noorse wegservice.

### Borden
In tegenstelling tot haar buurlanden gebruikt Noorwegen geen groene achtergrondkleur voor borden die bedoeld zijn als wegwijzers voor snelwegen. De gewone borden langs niet-auto(snel)wegen hebben een gele achtgrond met zwarte karakters, zoals in Duitsland. Op vele Noorse autowegen en op alle snelwegen worden blauwe borden met witte karakters gebruikt). 
Indien het een riksvei (rijksweg) betreft, staat het wegnummer in een format die dezelfde is als de E-nummering (d.i. een wit nummer met groene achtergrond). E-wegen zijn in Noorwegen per definitie rijkswegen en dus primair. De wegnummers in het zwart met een witte achtergrond zijn fylkesveier (provinciewegen).
Het begin en het einde van een autoweg wordt ook altijd duidelijk aangegeven. Dit is belangrijk voor stukken auto(snel)weg in aanleg waarbij van een stuk nieuw aangelegd auto(snel)weg soms prompt overgegaan wordt op een secundaire weg met een snelheidsbeperking van hooguit 80 km/u. Ook staan er aan alle op- en afritten, begin en eindes van een auto(snel)weg steeds verbodsborden voor zwakke weggebruikers en/of landbouwvoertuigen. Aangezien sommige stukken auto(snel)weg in bepaalde gebieden de enige toegangswegen zijn tot de velden, is landbouwverkeer op die specifieke stukken toegelaten.

## Politiek
Discussies over de aanbouw van nieuwe snelwegen zijn in de Noorse samenleving altijd felle debatten geweest. Voornamelijk de Noorse rechtse partijen Høyre (conservatief) en FrP) (liberaal-conservatief)  dragen de uitbouw van een volwaardig Noors snelwegennet hoog in het vaandel, om daarmee de logistieke economie te bevorderen. Naast het komen van snelwegen of niet, bestaan ook hevige discussies rond de financiering van nieuwe wegen. De liberalen enerzijds wensen dat tolgelden minimaal gebruikt mogen worden, dat de staat meer gaat samenwerken met de private sector en dat de staat het oliegeld optimaal gebruikt voor zulke infrastructuurwerken (wat niet het geval is). Centrumpartijen en conservatieven zien liever een gemengde bekostiging (tolheffing voor de effectieve weggebruiker en een deel bekostiging door de staat), zoals dat vandaag meestal wordt toegepast. De Noorse linkse partijen anderzijds zien de uitbouw van een Noors snelwegennet liever plaats ruimen voor een betere uitbouw van openbaar vervoer en wensen dat weggebruikers worden belast door milieu- en onderhoudstaksen.
In november 2011 ontstond er ophef rond de bekendmaking dat Noorwegen voor 61 miljard Noorse kronen (ongeveer 8 miljard euro) aan oliegeld had uitgeleend aan Duitsland om er voornamelijk de Autobahn mee te financieren. Bij een aantal Noorse economen schoot dit in het verkeerde keelgat.

## Overzicht

### Legenda
- Autoweg (Motortrafikkvei)
- Autosnelweg (Motorvei)
- Tolweg (Avgiftsbelagt vei)

### E6
Totaal: 2578 km –  259 km –  180 km
- Zweedse grens (Svinesundbrug)–Oslo (Klemetsrud) (104 km; waarvan 1 km gedeeld met de E18)
- Oslo (Klemetsrud–Ulven) (15 km): On hold.[2]
- Arm naar Operatunnel (1,7 km)
- Arm naar Sørenga
  -  Alnakrysset–Nordre Fjellhus (ca. 0,7 km)
  -  Nordre Fjellhus–Sørenga (4,7 km)
- Oslo (Ulven)–Moelv (147 km; waarvan 8,5 km gedeeld met de E16)
- Moelv–Tretten (60 km)
- Moelv–Øyer (43 km): Bouwfase. Opening gepland eind 2025.[3]
- Øyer–Frya (ca. 40 km, incl. nieuwe loop Øyertunnel): Planfase.[4]
- Frya–Sjoa (33 km)
- Sjoa–Otta (ca. 10 km): Planfase.[4]
- Ulsberg–Vindåsliene (25 km): Bouwfase. Opening gepland in 2025.[5]
- Vindåsliene–Korporalsbrua (6,5 km)
- Korporalsbrua–Gyllan (16 km): Planfase. Start bouw verwacht in 2023, opening gepland in 2027.[6]
- Støren–Gyllan (9,5 km)
- Gyllan–Kvål (15 km): Planfase. Start bouw gepland 2022/2023, opening gepland in 2026.[7]
- Kvål–Melhus (7 km): Bouwfase. Opening gepland in 2022.[8]
- Skjerdingstad–Melhus–Jaktøyen (7,5 km) (vier rijstroken ten noorden van Melhus)
- Jaktøyen–Tiller (8 km)
- Tiller–Stjørdal (36 km)
- Ranheim–Værnes (23 km): Bouwfase.[9] Project opgedeeld in drie delen:
  -  Ranheim–Reitan (8 km): Bouwfase. Opening gepland in 2023.[10]
  -  Reitan–Hommelvik (8 km): Bouwfase. Opening gepland in 2024.[10]
  -  Hommelvik–Værnes (7 km): Bouwfase. Opening gepland in 2025.[10]
- Stjørdal–Kvithammer (2,5 km)
- Kvithammer–Åsen (19 km): Bouwfase. Opening gepland 2025/2026.[11]
- Gullberget–Skogn (13,5 km)
- Branes–Mule (5,5 km)

### E16
Totaal: 707 km –  26 km –  32,9 km
- Bergen (Eidsvåg–Åsane) (6 km; gedeeld tracé met de E39)
- Åsane (Nyborg)–Indre Arna: Planfase. Ook bekend als Ringveg Øst.
- Indre Arna–Stanghelle (27 km): Planfase.[12]
- Stanghelle–Voss (41 km): Planfase.
- Nymoen–Hønefoss (Eggemoen) (ca. 7 km): Planfase.
- Arm naar Sandvika/E18:
  -  Hønefoss–Høgkastet (15 km): Planfase. Start bouw gepland 2021/2022, opening gepland 2029/2030.[13]
  -  Høgkastet–Skaret (8,7 km): Planfase. Start bouw gepland in 2022, opening gepland 2025.[14]
  -  Elgtangen–Nedre Nes (ca. 6 km)
  -  Skaret–Bjørum (8,4 km): Bouwfase. Opening gepland zomer 2025.[15]
  -  Bjørum–Sandvika (Kjørbo)/E18 (7,5 km)
- Hønefoss (Eggemoen)–Olum (12,5 km): Bouwfase. Opening gepland in 2022.
- Brudalen–Kløfta (12,5 km; waarvan 8,5 km gedeeld met de E6)
- Kløfta–Nybakk (10,4 km)
- Nybakk–Slomarka (ca. 33 km): Planfase. Start bouw gepland in 2024, opening gepland in 2029.[16]
- Slomarka–Kongsvinger (16,5 km)

### E18
Totaal: 410 km –  232 km –  104 km
- Zweedse grens–Ørje (6,0 km)
- Melleby–Momarken (7,5 km)
- Momarken–Retvet (26,5 km)
- Retvet–Vinterbro (16 km): Planfase. Start bouw verwacht in 2023.[17]
- Vinterbrosletta (1 km; gedeeld tracé met de E6)
- Vinterbro–Mastemyr (8 km)
- Operatunnel (3,5 km)
- Lysaker–Ramstadsletta (4,4 km): Bouwfase. Opening verwacht in 2027.[18][19]
- Ramstadsletta–Nesbru (5,7 km): Planfase. Start bouw verwacht in 2025, opening verwacht in 2030.[18][20]
- Nesbru–Drengsrud (7,3 km): Planfase.[18][21]
- Blommenholm–Langangen (132 km; waarvan 4 km gedeeld met de E134)
- Langangen–Rugtvedt (17,5 km)
- Langangen–Rugtvedt (16,5 km): Bouwfase. Opening gepland in 2025.[22]
- Rugtvedt–Dørdal (15,5 km)
- Dørdal–Bamble (41 km)
- Bamble–Kragerø (16,5 km): Planfase. Start bouw gepland december 2021, opening gepland december 2024.[23][24]
- Kragerø–Gjerstad (12 km): Planfase. Start bouw gepland december 2024, opening gepland januari 2028.[23][24]
- Gjerstad–Tvedestrand (20 km): Planfase. Start bouw gepland december 2021, opening gepland december 2024.[23][24]
- Tvedestrand–Arendal (41 km)
- Arendal–Grimstad (20 km)
- Arendal–Grimstad (19 km): Planfase.[25]
- Grimstad–Timenes (35,5 km)
- Kristiansand (Varoddbrug–Grauthelleren) (Ytre Ringvei; 10 km): Planfase. Wordt mogelijk alleen deel van de E39 en niet van de E18.[26]

### E39
Totaal: 1125 km –  24,5 km –  26 km
- Kristiansand (Varoddbrug–Grauthelleren) (Ytre Ringvei; 10 km): Planfase.[26]
- Kristiansand–Mandal (19 km): Bouwfase. Opening gepland najaar 2022.[27]
- Mandal (Dølebrug–Mandalselva) (7 km): Bouwfase. Opening gepland najaar 2022.[28]
- Mandal–Lyngdal (26 km): Planfase. Start bouw verwacht eerste helft 2023, opening verwacht in 2026.[29]

- Lyngdal (Herdal–Røyskår) (10 km): Planfase. Start bouw gepland zomer 2021, geopend in 2025.[30][31]
- Lyngdal–Ålgård (ca. 95 km): Planfase.[32]
- Ålgård–Sandnes (Hove) (14 km): Planfase.
- Zuid-Sandnes–Hove (ca. 3 km)
- Sandnes (Hove)–Stavanger (Smiene) (ca. 19 km)
- Stavanger (Smiene, Eigenestunnel)–Randaberg (Harestad, Rogfast) (4,5 km): Planfase.
- Rogfast (Harestad–Bokn) (30 km): Planfase. Start bouw gepland in 2021, opening gepland in 2031.[33]
- Bokn–Stord (Hope) (ca. 70 km): Planfase.[34]
- Stord (Hope)–Os (55 km): Planfase.[35]
- Os–Nordås (16,3 km): Bouwfase. Opening gepland in 2022.
- Bergen (Eidsvåg–Åsane) (ca. 6 km; gedeeld tracé met de E16)
- Åsane–Nordhordlandsbrug (twee opties: het huidige tracé van 8 km, of via een oostelijke ringweg van 26 km): Planfase.
- Lønset–Hjelset (ca. 9 km): Planfase. Start bouw gepland in 2021, opening gepland in 2024.
- Orkanger (Thamshavn)–Øysand (ca. 22 km)

### E134
Totaal: 453 km –  4 km –  0 km
- Notodden–Saggrenda (15 km): Planfase. Start bouw verwacht 2022/2023.
- Drammen (4 km; gedeeld tracé met de E18)
- Knooppunt in Lier met de E18–Spikkestad (5 km): Planfase.
- Sætre–Vassum (incl. Oslofjordtunnel) (14 km): Planfase. Opening gepland in 2026.[36]

### E136
Totaal: 176 km –  0 km –  0 km
- Lerstad–Breivika (10 km): Planfase.

### Riksvei 3
Totaal: 290 km –  14 km –  15 km
- Kolomoen–Løten (15 km)
- Løten–Elverum (14 km; gedeeld tracé met riksvei 25)

### Riksvei 4
Totaal: 140 km –  9,3 km –  33 km
- Stryken–Roa (19 km)
- Roa–gemeentegrens Lunner/Gran (4,2 km): Planfase. Start bouw verwacht in 2021, opening verwacht in 2023.
- Gemeentegrens Lunner/Gran–Jaren (9,3 km)
- Reinsvoll–Hunndalen (13 km)
- Skulhus–E6 (1 km)

### Riksvei 7
Totaal: 387,6 km –  0 km –  17 km
- Sokna–Ørgenvika (17 km)

### Riksvei 13
Totaal: 427 km –  0 km –  6 km
- Stavanger (E39/Eiganestunnel–Hundvåg) (6 km)

### Riksvei 25
Totaal: 116 km –  14 km –  0 km
- Løten–Elverum (14 km; gedeeld tracé met riksvei 3)

### Riksvei 159
Totaal: 11,4 km –  7,5 km –  0 km
- Karihaugen–Lillestrøm (7,5 km)

### Riksvei 509
Totaal: 5 km –  0 km –  5 km
- Sola (Sømmevågen)–Stavanger (Jåttå) (5 km)

### Riksvei 555
Totaal: 45 km –  7 km –  1 km
- Puddefjordsbroen (Bergen centrum)–Loddefjord (ca. 7 km)
- Loddefjord (ca. 1 km)
- Verlenging van de snelweg naar Kolltveit wordt voorzien (ca. 16 km)

### Riksvei 580
Totaal: 24,1 km –  0 km –  0 km
- Skeievannet–Nordås (1,5 km)

### Riksvei 706
Totaal: 13 km –  0 km –  4,5 km
- Nidelvbrug–Grillstad (4,5 km)

### Fylkesvei 181
Totaal: 26,4 km –  0 km –  1 km
- Boksrudkrysset–Hammerstad (ca. 1 km)

### Fylkesvei 516
Totaal: 13,8 km –  0 km –  0,6 km
- Sandnes (Ålgårdsveien–Hovekrysset) (506 m)

### Fylkesvei 557
Totaal: 7,8 km –  0 km –  7,8 km
- Bergen (Birkelandskrysset–Dolvik) (2,2 km)
- Bergen (Dolvik–Liavatnet) (7,8 km)

### Fylkesvei 6690
Totaal: 5,5 km –  0 km –  1 km
- Trondheim (Bratsbergvegen–Kroppanbrug) (1 km)

## Voetnoten
1. ↑  Gearchiveerde kopie. Gearchiveerd op 8 januari 2012. Geraadpleegd op 12 september 2023.
2. ↑  (no) E6 Oslo øst. Statens Vegvesen. Gearchiveerd op 8 april 2023.
3. ↑  (no) E6 Moelv – Øyer. Nye Veier. Gearchiveerd op 24 juni 2021. Geraadpleegd op 22 juni 2021.
4. 1 2  (no) Nye Veier har startet detaljplanleggingen av E6 Øyer – Otta. Nye Veier (30 oktober 2020). Gearchiveerd op 28 november 2020. Geraadpleegd op 22 juni 2021.
5. ↑  (no) E6 Ulsberg – Vindåsliene. Nye Veier. Gearchiveerd op 19 april 2021. Geraadpleegd op 22 juni 2021.
6. ↑  (no) E6 Korporalsbrua – Gyllan. Nye Veier. Gearchiveerd op 19 april 2021. Geraadpleegd op 22 juni 2021.
7. ↑  (no) E6 Gyllan – Kvål. Nye Veier. Gearchiveerd op 23 januari 2021. Geraadpleegd op 22 juni 2021.
8. ↑  (no) Nå er vi i gang med ny E6 i Trøndelag!. Nye Veier (24 oktober 2019). Gearchiveerd op 24 juni 2021. Geraadpleegd op 22 juni 2021.
9. ↑  (no) E6 Ranheim – Værnes. Nye Veier. Gearchiveerd op 24 juni 2021. Geraadpleegd op 22 juni 2021.
10. 1 2 3  (no) Ofte stilte spørsmål E6 Ranheim – Værnes onder "Når skal veien være ferdig?". Nye Veier. Gearchiveerd op 24 juni 2021. Geraadpleegd op 22 juni 2021.
11. ↑  (no) E6 Kvithammar – Åsen. Nye Veier. Gearchiveerd op 24 juni 2021. Geraadpleegd op 22 juni 2021.
12. ↑  (no) E16 og Vossebanen Arna–Stanghelle. Statens Vegvesen.
13. ↑  (no) Ringeriksbanen og E16 - fellesprosjektet. Bane NOR. Gearchiveerd op 24 juni 2021. Geraadpleegd op 22 juni 2021.
14. ↑  (no) Superjevnt helt til mål, men Skanska vant kontrakten på tre milliarder. Veier24.no (17 november 2020). Gearchiveerd op 20 augustus 2023.
15. ↑  (no) Første spadetak mot en køfri overfart over E16 Sollihøgda. Veier24.no (8 april 2021). Gearchiveerd op 8 juni 2023.
16. ↑  (no) Tre nye veier til Nye Veier. Motor.no (11 januari 2019).
17. ↑  (no) 9 Retvet-Vinterbro (16 km). Statens Vegvesen. Gearchiveerd op 2 oktober 2022.
18. 1 2 3  (no) E18 Vestkorridoren. Statens Vegvesen. Gearchiveerd op 24 maart 2023.
19. ↑  (no) E18 Lysaker–Ramstadsletta. Statens Vegvesen. Gearchiveerd op 24 maart 2023.
20. ↑  (no) Ramstadsletta–Nesbru. Statens Vegvesen. Gearchiveerd op 24 maart 2023.
21. ↑  (no) Nesbru–Drengsrud. Statens Vegvesen. Gearchiveerd op 24 maart 2023.
22. ↑  (no) E18 Langangen – Rugtvedt. Nye Veier. Gearchiveerd op 24 juni 2021. Geraadpleegd op 22 juni 2021.
23. 1 2 3  (no) Nye Veier: 42 km ny E18 kan stå ferdig i 2024. Agderposten. Gearchiveerd op 8 november 2019. Geraadpleegd op 22 juni 2021.
24. 1 2 3  (no) E18 Sørøst. Nye Veier. [dode link]
25. ↑  (no) E18 Arendal – Grimstad. Nye Veier. [dode link]
26. 1 2  (no) E39 Ytre ringvei. Nye Veier. Gearchiveerd op 20 augustus 2023.
27. ↑  (no) E39 Kristiansand vest – Mandal øst. Nye Veier. Gearchiveerd op 24 juni 2021. Geraadpleegd op 22 juni 2021.
28. ↑  (no) E39 Mandal øst – Mandal by. Nye Veier. Gearchiveerd op 24 juni 2021. Geraadpleegd op 22 juni 2021.
29. ↑  (no) E39 Mandal – Lyngdal øst. Nye Veier. Gearchiveerd op 24 juni 2021. Geraadpleegd op 22 juni 2021.
30. ↑  (no) E39 Herdal – Røyskår. Nye Veier. [dode link]
31. ↑  (no) Kunngjør veikontrakt til tre milliarder kroner. Nye Veier (3 september 2020). Gearchiveerd op 24 juni 2021. Geraadpleegd op 22 juni 2021.
32. ↑  (no) E39 Lyngdal vest - Ålgård. Nye Veier. Gearchiveerd op 24 juni 2021. Geraadpleegd op 22 juni 2021.
33. ↑  (no) E39 Rogfast. Statens Vegvesen. Gearchiveerd op 3 september 2023.
34. ↑  (no) E39 Bokn–Hope. Statens Vegvesen. Gearchiveerd op 28 januari 2023.
35. ↑  (no) E39 Stord–Os. Statens Vegvesen. Gearchiveerd op 26 augustus 2023.
36. ↑  (no) Nytt løp i Oslofjordtunnelen. Statens Vegvesen.